# منشار قطع متعارض

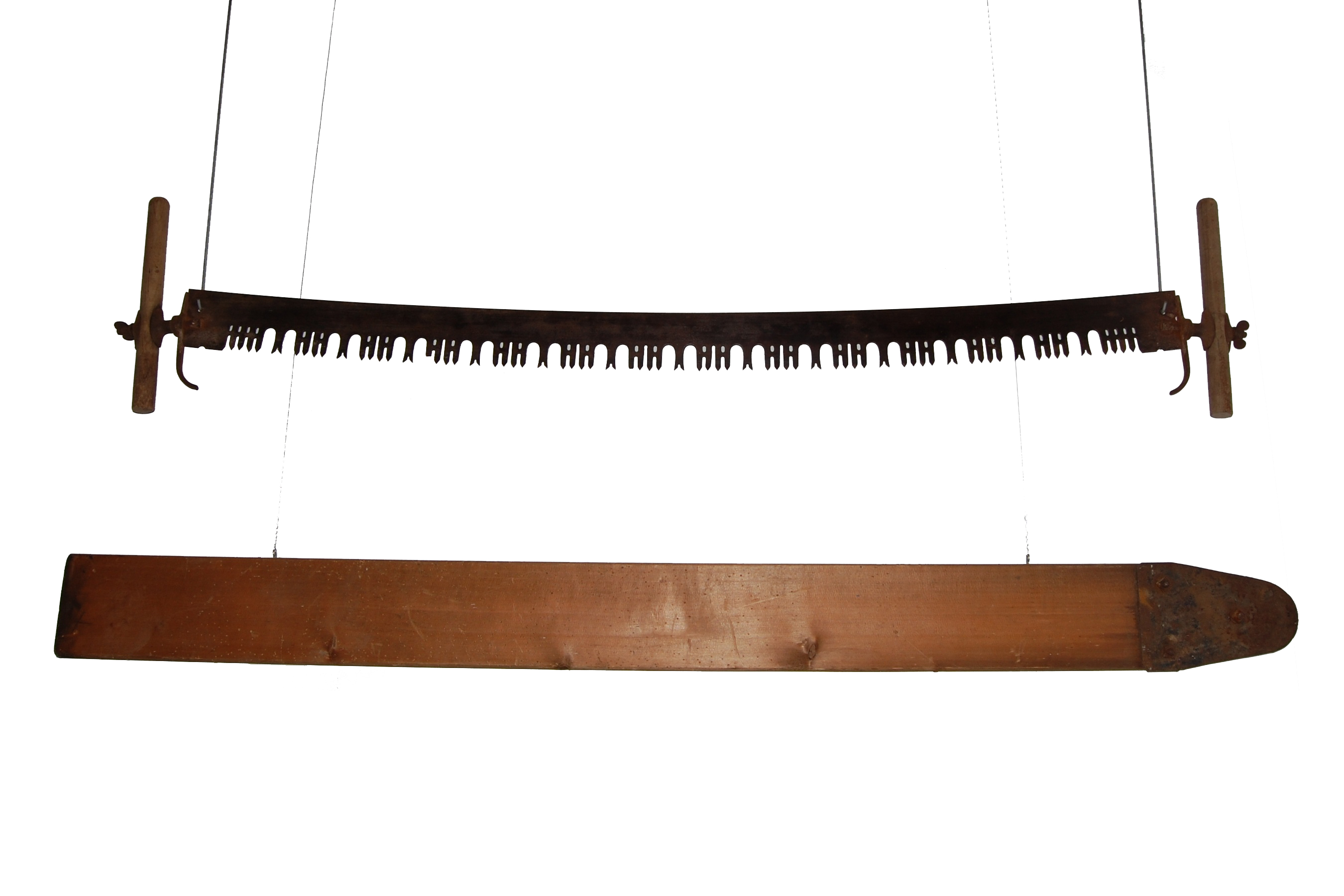
منشار قطع متعارض يستخدمه رجلان

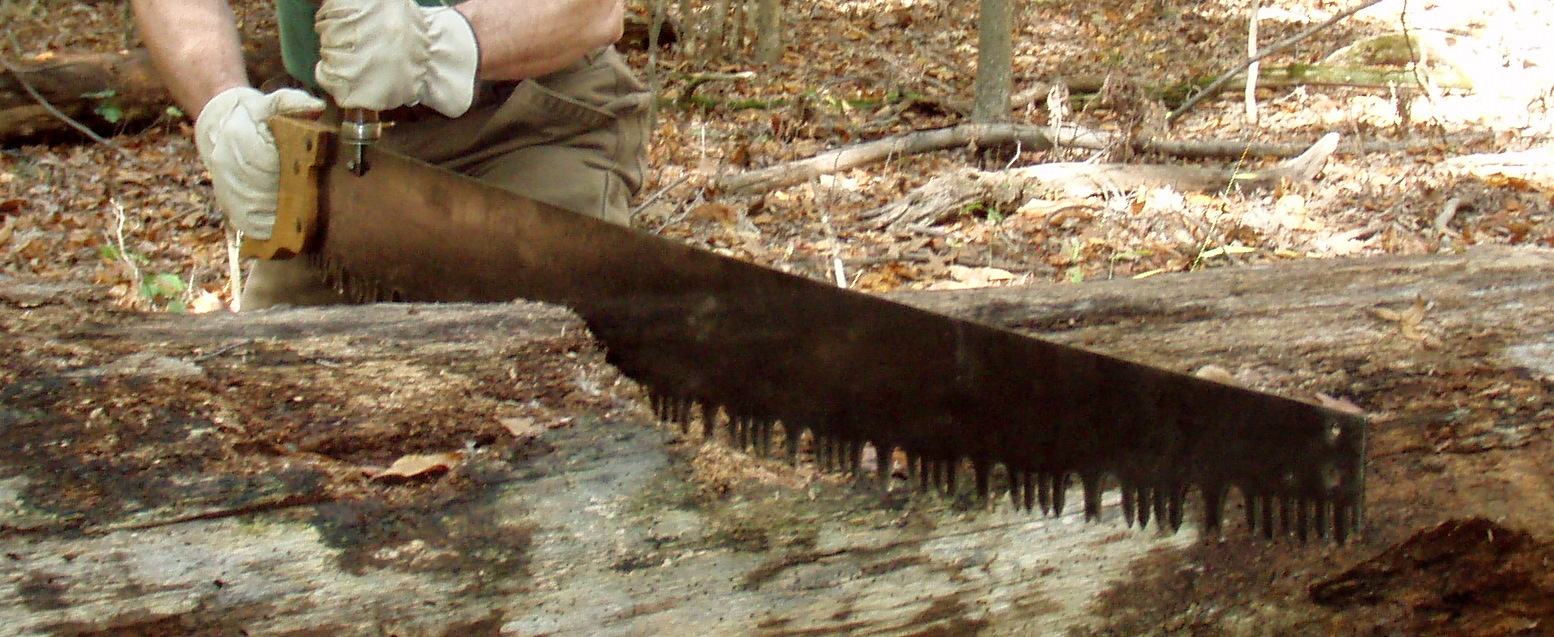
منشار قطع متعارض بطول خمسة أقدام

منشار القطع المتعارض هو أي منشار مصمم لقطع الخشب بشكل عمودي (عبر) حبيبات الخشب. قد تكون مناشير القطع المتعارضة صغيرة أو كبيرة، ذات أسنان صغيرة قريبة من بعضها لأعمال جيدة مثل المشغولات الخشبية أو كبيرة للأعمال الخشنة مثل كسر الأخشاب ، ويمكن أن تكون أداة يدوية أو أداة كهربائية.
حافة القطع لكل سن مائلة في نمط متناوب. يسمح هذا التصميم لكل سن بالتصرف مثل حافة السكين والتقطيع عبر الخشب على عكس منشار الشق، الذي يمزق على طول حبيبات الخشب ويعمل مثل إزميل صغير. تستخدم بعض مناشير القطع المتعارض أسنانًا خاصة تسمى "الجرافات" مصممة لتنظيف الشقوق المقطوعة من الخشب. تحتوي هذه المناشير عمومًا على أسنان أصغر من مناشير الشق.